# 村中博美
村中 博美（むらなか ひろみ）は、日本の男性アニメーター。スタジオ・ムー主宰。日本アニメーター・演出協会（JAniCA）会員。

## 来歴
谷口守泰らと共に1980年代を一世風靡した関西の作画スタジオアニメアールを設立する。その後、第2のアニメアールを目指して黄瀬和哉、山本佐和子などを率いてスタジオ・ムーを設立した。谷口とは作品を共にすることは滅多にないが、麻雀の卓は今でも囲む仲とのこと。
テレビシリーズ『名探偵コナン』の作画監督を務める時など、一部の作品では村中 ひろび名義でクレジットされる。『名探偵コナン』では放送初期から長らく作画監督を務めていたが、2006年以降は原画を担当する事が多い。2015年には作画監督補佐を、2018年には作画監督を務めている。

## 主な参加作品

### テレビアニメ
- 科学忍者隊ガッチャマン（1972年 - 1974年、原画）
- 合身戦隊メカンダーロボ（1977年、原画）
- 惑星ロボ ダンガードA（1977年 - 1978年、原画）
- 科学忍者隊ガッチャマンII（1978年 - 1979年、原画）
- 闘士ゴーディアン（1979年 - 1981年、作画監督・原画）
- 百獣王ゴライオン（1981年 - 1982年、作画監督・原画）
- プラレス3四郎（1983年 - 1984年、作画監督・原画）
- 未来警察ウラシマン（1983年、原画）
- 銀河漂流バイファム（1983年 - 1984年、作画監督）
- 重戦機エルガイム（1984年 - 1985年、作画監督）
- 超力ロボ ガラット（1984年 - 1985年、作画監督）
- ダーティペア（1985年、原画）
- 蒼き流星SPTレイズナー（1985年 - 1986年、原画）
- 機動戦士ガンダムΖΖ（1986年 - 1987年、作画監督）
- ドテラマン（1986年 - 1987年、作画監督）
- ミスター味っ子（1987年 - 1989年、原画）
- シティーハンター（1987年 - 1988年、原画）
- 獣神ライガー（1989年 - 1990年、作画監督）
- ひみつの花園（1991年 - 1992年、作画監督）
- ヤダモン（1992年 - 1993年、作画監督）
- ジャングルの王者ターちゃん（1993年 - 1994年、原画）
- 獣戦士ガルキーバ（1995年、作画監督）
- 鬼神童子ZENKI（1995年、作画監督）
- 逮捕しちゃうぞ（1996年 - 1997年、作画監督）
- るろうに剣心（1996年 - 1998年、原画）
- 名探偵コナン （1996年-、作画監督、原画、OP原画、ED原画）[注 1]
- Blue Gender（1999年 - 2000年、原画）
- とっとこハム太郎（2000年 - 2006年）[注 2]
- 星のカービィ（2001年 - 2003年、原画）
- ナジカ電撃作戦（2001年、原画）
- ノワール（2001年、原画）
- 機動天使エンジェリックレイヤー（2001年、原画）
- ボンバーマンジェッターズ（2002年 - 2003年、作画監督）
- 神魂合体ゴーダンナー!!（2004年、原画）
- サムライチャンプルー（2004年、原画)
- 巌窟王（2004年 - 2005年、原画）
- ソルティレイ（2005年、原画)
- 魔法少女リリカルなのはA's（2005年、原画)
- 家庭教師ヒットマンREBORN!（2006年 - 、原画）
- エルゴプラクシー（2006年、原画)
- 京四郎と永遠の空（2007年、原画）
- 神霊狩（2007年 - 2008年、原画）
- NARUTO -ナルト- 疾風伝（2007年 - 、原画）
- BLUE DRAGONシリーズ
  - BLUE DRAGON（2007年、ED作画）
  - BLUE DRAGON 天界の七竜（2008年、原画）
- DARKER THAN BLACK -黒の契約者-（2007年、原画）
- 薬師寺涼子の怪奇事件簿（2008年、原画）
- 亡念のザムド（2008年、原画）
- ミチコとハッチン（2008年 - 2009年、原画）
- ルパン三世 東方見聞録 〜アナザーページ〜（2012年、原画）
- まじっく快斗（2012年、原画）
- 僕は友達が少ないNEXT（2012年、原画）
- 名探偵コナン 江戸川コナン失踪事件 〜史上最悪の2日間〜（2014年、原画）[注 2]
- 乱歩奇譚 Game of Laplace （2015年、原画）[注 2]
- コンクリート・レボルティオ～超人幻想～ （2015年、原画）[注 2]
- 最弱無敗の神装機竜 （2016年、原画）[注 2]
- 世話やきキツネの仙狐さん（2019年、原画[注 3]）[注 2]
- ルパン三世 PART6（2021年 - 、原画[注 4]）

### OVA
- 幻夢戦記レダ（1985年、原画）
- ドリームハンター麗夢（1985年、原画）
- トゥインクルハート 銀河系までとどかない（1986年、作画監修）
- カプリコン（1991年、原画）
- 創竜伝（1991年 - 1993年、原画）
- 流星機ガクセイバー（1993年 - 1994年、原画）
- ハム太郎のおたんじょうび〜ママをたずねて三千てちてち〜（2001年、原画）[注 2]
- べるぜバブ 〜拾った赤ちゃんは大魔王!?〜（2010年、原画）[注 5]
- 名探偵コナン MAGIC FILE3 新一と蘭・麻雀牌と七夕の思い出（2009年、原画）

### 劇場アニメ
- ヤスジのポルノラマ やっちまえ!!（1971年、原画）
- ウインダリア（1986年、メインアニメーター）
- ストリートファイターII MOVIE（1994年、原画）
- 逮捕しちゃうぞ the MOVIE（1999年、原画）
- 名探偵コナン 世紀末の魔術師（1999年、原画）
- 名探偵コナン 瞳の中の暗殺者（2000年、原画）
- 名探偵コナン 天国へのカウントダウン（2001年、原画）
- 名探偵コナン 迷宮の十字路（2003年、原画）
- 名探偵コナン 銀翼の奇術師（2004年、原画）
- 名探偵コナン 水平線上の陰謀（2005年、原画）
- 名探偵コナン 探偵たちの鎮魂歌（2006年、原画）
- 名探偵コナン 紺碧の棺（2007年、原画）
- 名探偵コナン 戦慄の楽譜（2008年、原画）
- 名探偵コナン 漆黒の追跡者（2009年、原画）
- 名探偵コナン 天空の難破船（2010年、原画）
- 名探偵コナン 沈黙の15分（2011年、原画）
- 名探偵コナン 11人目のストライカー（2012年、原画）
- ルパン三世VS名探偵コナン THE MOVIE（2013年、原画）